# Lynch Point
Lynch Point är en udde i Antarktis. Den ligger i Västantarktis. Inget land gör anspråk på området.
Terrängen inåt land är kuperad åt sydost, men norrut är den platt. Havet är nära Lynch Point åt nordväst. Trakten är obefolkad. Det finns inga samhällen i närheten.